# 塩澤眞人
塩澤 眞人（しおざわ まさと、1968年（昭和43年）-）は、日本の物理学者。学位は、博士（理学）（東京大学、2000年）。東京大学宇宙線研究所神岡宇宙素粒子研究施設施設長、東京大学教授、ハイパーカミオカンデ実験グループ共同代表。専門はニュートリノ物理学・素粒子・宇宙線物理学実験。ニュートリノ振動と陽子崩壊探索を中心に、スーパーカミオカンデ系列検出器を用いた研究で知られる。

## 概要
静岡県藤枝市出身の物理学者。専門はニュートリノ研究。2015年にノーベル物理学賞を受賞した梶田隆章と共に、素粒子の統一理論について研究している。スーパーカミオカンデを用いて研究し、かつハイパーカミオカンデ実験の2028年開始を目指し、実験グループ共同代表として建設に取り組む。研究テーマは、陽子崩壊探索による物質素粒子の統一の検証と、大気・加速器ニュートリノ振動研究。

## 略歴
- 1987年 - 静岡県立藤枝東高等学校卒業
- 1992年 - 京都大学理学部卒業、東京大学大学院理学系研究科入学。スーパーカミオカンデ実験に参加。
- 1996年 - スーパーカミオカンデ実験開始。大気ニュートリノ研究と陽子崩壊探索に従事。
- 1998年〜2006年 - KEK陽子加速器によるニュートリノビームを用いたK2Kニュートリノ振動実験に参加。
- 2001年 - 朝日賞「ニュートリノに質量があることの発見」グループ受賞。
- 2008年 - スーパーカミオカンデ装置の電子回路のアップグレードを行う。
- 2009年 - 大強度加速器J-PARCによるニュートリノビームを用いたT2Kニュートリノ振動実験開始。 大気ニュートリノ、太陽ニュートリノ振動に続く、第三の振動モードを発見。
- 2015年 - 戸塚洋二賞「加速器ミューニュートリノビームによる電子ニュートリノ出現現象の発見」共同受賞。基礎物理学ブレイクスルー賞（Super-K/K2K/T2K）グループ受賞。
- 2015年〜 - 次世代実験ハイパーカミオカンデ計画のプロトコラボレーション立ち上げ、プロジェクトリーダーを務める。
- 2020年〜 - ハイパーカミオカンデコラボレーション立ち上げ、共同代表（Japanese Co-Spokesperson）となる。
- 2022年〜 - 東京大学宇宙線研究所 神岡宇宙素粒子研究施設 施設長に就任。